# アルゴアサウルス
アルゴアサウルス（Algoasaurus　「アルゴア湾のトカゲ」の意味）は、後期白亜紀に現在の南アフリカに生息していた竜脚類恐竜の属の一つである。化石は南アフリカ、ケープ州にある上部カークウッド累層（en）、チトン期-バランジュ期の地層から発見されている。新竜脚類であり、しばしばティタノサウルス科とされることもあるが 根拠は無く、近年では不確定な竜脚類と考えられている。
タイプ種 A. bauri は1904年、ロバート・ブルームにより胴椎、大腿骨、末節骨に基づいて命名された。これらの化石は1903年、採石場で作業員により発見されたが、恐竜の化石とは認識されず多くはレンガとされ破壊されてしまった。この個体は死亡時には体長約9 mほどだったと推定される。

## 参照
1. ↑  Romer, Alfred Sherwood (1997). Osteology of the reptiles (Reprint with new preface and taxonomic table. ed.). Malabar, Fla.: Krieger Pub. Co.. pp. 1–772. ISBN 0-89464-985-X
2. ↑  Steel, R. (1970). Saurischia. Handbuch der Paläoherpetologie/Encyclopedia of Paleoherpetology. Part 14. Gustav Fischer Verlag:Stuttgart p. 1-87.
3. ↑  Osmólska, edited by David B. Weishampel, Peter Dodson, Halszka (1992). The Dinosauria (1. paperback printing. ed.). Berkeley: University of California Press. pp. 345–401. ISBN 0-520-06727-4
4. ↑   The dinosauria (2. ed. ed.). Berkeley [u.a.]: Univ. of California Press. (2004). pp. 259–322. ISBN 0-520-24209-2
5. ↑  Broom, R. (1904). On the occurrence of an opisthocoelian dinosaur (Algoasaurus Bauri) in the Cretaceous beds of South Africa. Geological Magazine, decade 5, 1(483):445-447.
6. ↑   The Dinosaur Society's dinosaur encyclopedia (1t ed. ed.). New York: Random House. (1993). p. 16. ISBN 0-679-41770-2